# Popis stanovništva u Hrvatskoj 2021.
Popis stanovništva u Hrvatskoj 2021. godine ili službeno Popis stanovništva, kućanstava i stanova u Republici Hrvatskoj 2021. godine bio je popis stanovništva koji se provodio od 13. rujna do 14. studenoga prema stanju na dan 31. kolovoza 2021. u 24 sata. Popis je proveden temeljem Zakona o Popisu stanovništva, kućanstava i stanova u Republici Hrvatskoj 2021. godine (Narodne Novine, broj 25/20, 34/21). Popisom su se obuhvatile jedinice stanovništvo, kućanstva i stanovi.
Popis se provodio na dva načina: samopopisivanjem od 13. do 26. rujna 2021. na portalu e-građani i terenskim popisivanjem od 27. rujna do 14. studenoga pomoću elektroničkih uređaja ili preuzimanjem kontrolne šifre. Za pristup popisnom upitniku u elektroničkom sustavu e-građani upotrebljava se Nacionalni identifikacijski i autentifikacijski sustav (NIAS).

## Rezultati
Konačni rezultati popisa stanovništva 2021. godine, objavljeni 22. rujna 2022., pokazuju da Hrvatska ima 3.871.833 stanovnika.
- Naselja, gradovi i općine s više od 5000 stanovnika

## Vanjske poveznice
- Popis 2021.  Arhivirana inačica izvorne stranice od 14. siječnja 2022. (Wayback Machine)